# District de Jalgaon
Le district de Jalgaon (en Marathi:  जळगाव जिल्हा) est un district de la Division de Nashik du Maharashtra.

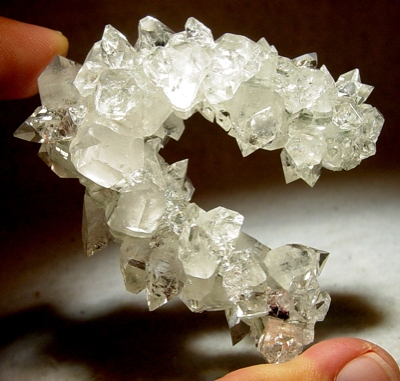
Un exemplaire d'apophyllite du district de Jalgaon.

## Description
Son chef-lieu est la ville de Jalgaon. Au recensement de 2011, sa population était de 4 229 917 habitants.